# Czesław Drążek
Czesław Drążek (ur. 13 grudnia 1934 w Mogielnicy, zm. 11 marca 2009 w Rzymie) – jezuita, wieloletni redaktor naczelny polskiego wydania „L’Osservatore Romano” (1991-2007) oraz profesor Wyższej Szkoły Filozoficzno-Pedagogicznej Ignatianum w Krakowie. Współzałożyciel Towarzystwa Przyjaciół Trędowatych.

## Życiorys
Syn Stanisława i Marii z d. Kawa. Wstąpił do zakonu jezuitów 30 lipca 1951 i w Starej Wsi odbył dwuletni nowicjat, wyświęcony na kapłana 31 lipca 1961 w Warszawie. Filozofię studiował na Wydziale Filozoficznym Towarzystwa Jezusowego w Krakowie (obecnie Wyższa Szkoła Filozoficzno-Pedagogiczna Ignatianum) w latach 1955-58. Podstawowe studia teologiczne odbył na Wydziale Teologicznym Bobolanum (obecnie Papieski Wydział Teologiczny w Warszawie) w Warszawie w latach 1958-62. Ponadto w latach 1966-68 odbył studia specjalistyczne z liturgiki na KUL w Lublinie, gdzie w 1972 uzyskał doktorat na podstawie rozprawy Rozwój kultu Najśw. Serca Jezusowego w Polsce 1705-1765.
Był przez 17 lat, od 1963, duszpasterzem akademickim Wspólnoty Akademickiej Jezuitów w Krakowie oraz diecezjalnym duszpasterzem rodzin 1968-69. W latach 1972–78 był rektorem kolegium jezuitów w Krakowie. W latach 1980–83 pracował w Redakcji Centralnej Radia Watykańskiego w Rzymie. W czasie Synodu Biskupów w 1980, 1983 i 1987 brał udział w pracach Sekretariatu Synodu i był sprawozdawcą z jego obrad w Sekcji Polskiej Radia Watykańskiego. W latach 1984–90 był przełożonym wspólnoty jezuitów w Krakowie-Przegorzałach.
Odbywał podróże do Francji, Hiszpanii, Włoch i na Madagaskar w celu gromadzenia materiałów odnoszących się do życia, działalności i świętości Jana Beyzyma SJ. W 1983 roku otrzymał nominację na wicepostulatora jego procesu beatyfikacyjnego. Przeprowadził dochodzenie kanoniczne sprawy Sługi Bożego, zakończone w 1986 w Krakowie i w 1987 na Madagaskarze oraz opracował tzw. Positio causae. W 1991 uzyskał na Papieskiej Akademii Teologicznej w Krakowie stopień doktora habilitowanego teologii duchowości, przedstawiając rozprawę Vie, activité et sainteté du Serviteur de Dieu Jean Beyzym (1850-1912), prêtre de la Compagnie de JésusWkrótce potem (1991) został mianowany przez Sekretariat Stanu Stolicy Apostolskiej redaktorem naczelnym polskiej edycji „L’Osservatore Romano” w Rzymie.
Pochowany w grobowcu jezuitów na cmentarzu Rakowickim w Krakowie 18 marca 2009 (pas 37, płd.).

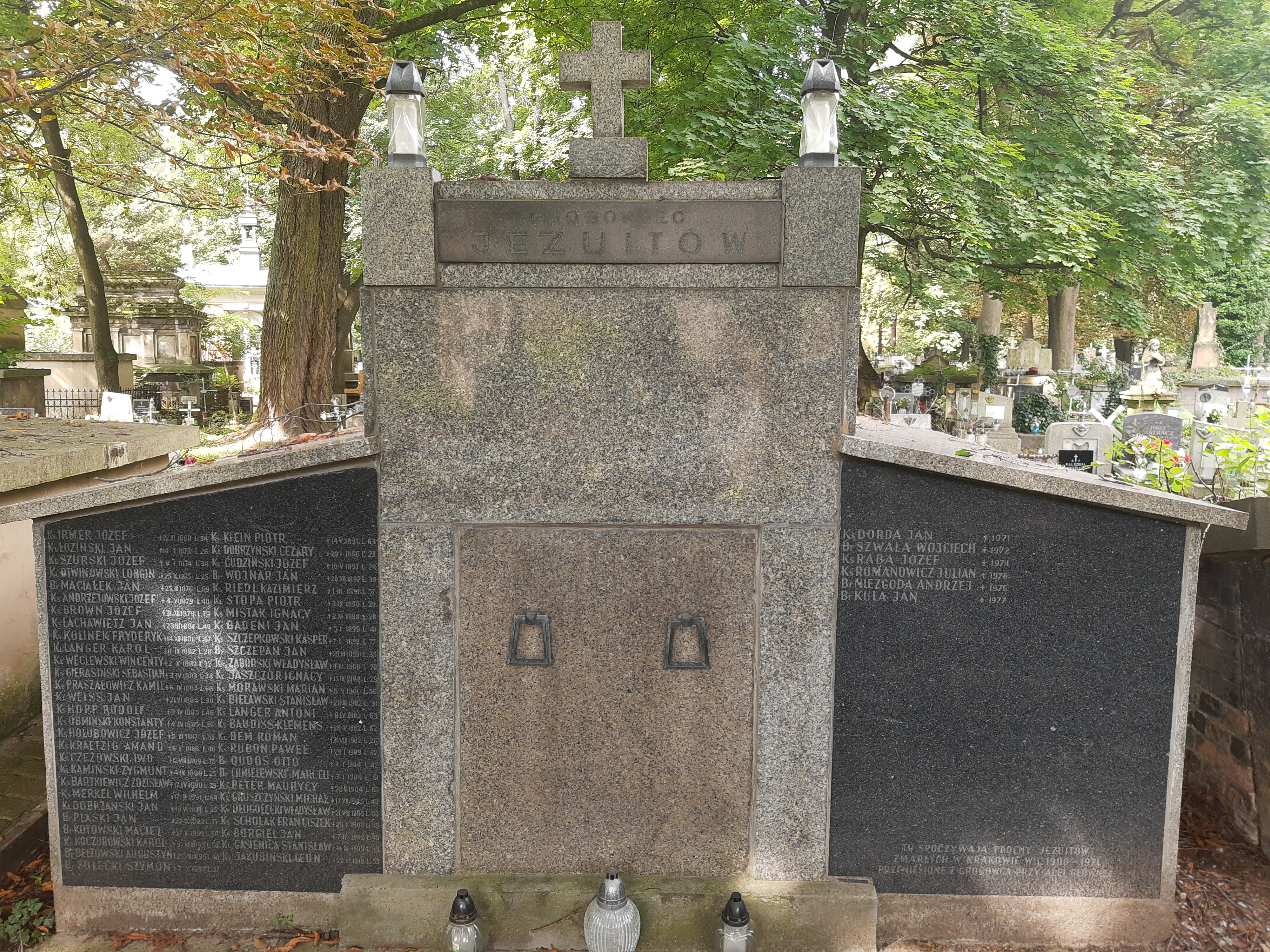
Grobowiec jezuitów na Cmentarzu Rakowickim

## Publikacje
Bibliografia o. Czesława Drążka liczy ponad 200 pozycji, w tym 50 w językach obcych. W formie książek ukazały się:
- Posługacz trędowatych (Kraków 1977, wyd. 5: 1995)
- Bóg bliski (Kraków 1984)
- Apostoł Madagaskaru (Kraków 1987)
- Positio causae super virtutibus Patris Joannis Beyzym (Rzym 1989)
- Szkoła apostolstwa i modlitwy (Kraków 1991)
- Błogosławiony Ojciec Jan Beyzym SJ. Posługacz trędowatych t. 1: Biografia; t. 2: Wybór listów (Kraków 2002).

## Literatura
- Encyklopedia wiedzy o jezuitach na ziemiach Polski i Litwy, 1564-1995 Opracował Ludwik Grzebień SJ przy współpracy zespołu jezuitów, Kraków 1996.
- „Rocznik Wydziału Filozoficznego Towarzystwa Jezusowego w Krakowie”, 1991–1992, s. 103-117 (CV i bibliografia).
- „Rocznik Wydziału Filozoficznego Ignatianum w Krakowie”, 2002–2003, s. 371-378 (bibliografia).